# Bajaszentistván
Bajaszentistván (szerbhorvátul Vancaga) egykor önálló település, ma Baja városrésze a Duna bal partján.

## Fekvése
A városközponttól északra helyezkedik el, az 51-es főút mentén. Keletről az 511-es főút, délről az 551-es főút határolja.

## Története
Nevében a baja rész törökül bikát jelent, de ez valószínű, hogy csak Baja közelsége miatt ragadt rá. A szentistván rész az első magyar királyra, és arra utal, hogy keresztény népek lakták a falut. Kákony és Pandur bunyevác községeket az áradások, valójában a Dunaszabályozás miatt magasabb helyre, a mai Bajaszentistván területére költöztette a kalocsai érsek.
Hajdanán, az áttelepítéskor erősen katolikus bunyevácok lakták. Az XIX század első évtizedében épült templomot még bunyevácok építették, ezért az első sorokban bunyevácok ültek, majd mögöttük a lassacskán betelepült svábok, azok mögött később kis számban magyarok, időnként feszültséget keltettek az idevezényelt papok, egy alkalommal szószék alatti, bunyevác nyelvű imakönyvekkel vívott csatában védték meg miséik nyelvét a hitbuzgó őslakosok. de zsidók is megtelepedtek a példaszerűen toleráns faluban. A magyarság részaránya a teljes lakosságból 1900-ban még alig több, mint 50% volt, de 1930-ra már 80% körül járt. Jelentősen mutatva a bunyevácok magyarság iránti vonzalmát, vagy rejtőzködő identitását. Erre és a Horthy alatti magyarosításra utal a templom melletti 2002-es állítású háborús emlékkereszt névsora is. 1918-ig, majd 1921 és 1930 között Pest-Pilis-Solt-Kiskun vármegye Kiskőrösi járásához tartozott. A legfőbb birtokos a mindenkori kalocsai érsek volt.
A lakosság a mezőgazdaságra alapozta megélhetését, de Baja közelsége az iparban dolgozóknak is kedvezett. Főként paprikát és szőlőt termesztettek, de a gabona és a kukorica mellett a bajai kis- és nagypiacra szállított zöldség- és főzelékfélék, valamint a város felszívta tej és tejtermékek, háziállatok teremtették meg a többi bácskai falutól nagyobb viszonylagos jólétet. Itt a földéhségben szenvedő város közelsége miatt kevesebb földből – bár nagyobb élőmunka-ráfordítással – többet lehetett kihozni.
A folyószabályozás időrendiségéhez igazodva Pandur község lakosságát 1782-ben Kákonyét 1804-ben telepítette át a kalocsai érsek.
Római katolikus temploma késő barokk stílusban épült 1805 és 1809 között. Tornyában lakó nagy- és lélekharangja mellé 2014-ben vásároltak Nemesnádudvarról egy, az ottaniakkal disszonáns harangot.
A Bajától sokkal nagyobb külterületű Bajaszentistván nagyközség volt egészen a 20. század elejéig. Az első világháború után azonban 1918-tól 1921-ig szerb katonai igazgatás alá került a város, és ez idő alatt a megszállók  Bajához csatolták. Később, hogy Baja elérje a békediktátumok által megcsonkított megye itt maradt részének központjához „illő” méretet, nem kevés ráhatással a néhai „Váncágá” kisebb huzavona után 1930-ban véglegesen Baja része lett, s így Bács-Bodrog vármegyéé is. Az átcsatolással a község is sokat nyert, hiszen villanyvilágítást, óvodát, nagyobb és korszerűbb iskolát, s a döntéshozók családjai városi állásajánlatokat is kaptak. A lakosoknak nem kellett vámdíjat fizetniük, ha a bajai piacon adták el áruikat; és a hivatalos ügyeiket is helyben intézhették.
Mára csak kevesekben él az egykori dolgos bunyevác falu emléke, mely a társadalmi változások, s néha a templomát építő bunyevácokat saját papjuktól – még a legutóbbi időkben is – ért atrocitások súlya alatt enyészett el. Nyakas bunyevácai büszkén emlegetik, hogy egykoron az anyanyelvi mise megtagadásáért a tettlegességig fajuló templomi csatában még papot is vertek, igaz, csak imakönyvvel. Váncágá hagyományainak őrzését az egykor titkos Zlatna Grana egyesület próbálja a jövőnek dokumentálva elmenteni.
Több más, gyakran vidám népies elemekkel tűzdelt etimológiai anekdota mellett megemlítendő, hogy „Vancaga” magyarul bárdot, szekercét jelentő nevét a szabadkai múzeumban fellelhető környékbeli bunyevác források szerint arról kapta, hogy a török szorítása elől a felszabadított egykoron magyar lakta területek földosztó felhívására a Bosznia-Hercegovina oszmán iga alatti részéről több hullámban a Bácskába települt bunyevácok a folyóparti ártéren  baltával tisztítottak maguknak falva(ka)t.
A későbbi (Baja)Szentistván a kalocsai érsek ártéri földjein a Duna-szabályozással az új meder útjába kerülő Pandur és Kákony falvak a homokhátság szélére, az egykori szálláskertek helyére felköltöztetett, az áradásokra hivatkozva kevés adót fizető lakóitól származik. (A ferences szerzetes papjaikkal a Duna mellé települt őseik emlékét máig őrzik az óhaza innen 360 km-re, Szarajevótól 30 km-re lévő Kakanj kisvárosának iszlám hitre váltott, eltörökösödött, egykor tán bunyevác lakói, s arrafelé van nyoma Pandur nevű falunak is.)
A szegényebb váncágai bunyevác legények a Javuk dűlőben elterjedt vályogvető és téglaégető munka mellett házasulásig hajóhúzónak álltak, de sokkal kisebb arányban, mint a szomszédos Baja keresetkiegészítésül tamburakedvelő alvégi bunyevácai, kik a kövező, útépítő, útkaparó, s kőművessegédi munkát végezték megkurtult földjeik művelése mellett.
Egykori paraszti életére, színes pompás ruháikra, szőtteseikre emlékeztet a Pandúr utcai Bunyevác Tájház. Bácska egyik legismertebb parasztköltője a Pandúr utcai Stipan Krunoslav Grgić, kinek kevesebb elfoglaltságot igénylő kisparaszti birtoka tette szabaddá idejét Bácskaszerte már életében közismert tehetsége kibontakozására.

## Lakosságszáma
A 20. század elején a falut elérte a lassú néptelenedés. Sokan Bajára költöztek, ott találtak munkát.
- 1900-ban még 3491-en,
- 1930-ban már csak 3266-an lakták a községet

## Bajaszentistváni Sportkör
A Bajaszentistváni Sportkör (Bajaszentistváni SK) Baja város egyik labdarúgóklubja, a Bajai Labdarúgó Sport Egyesület mellett. 1973-ban alapították, színe a fekete-fehér. A Bács-Kiskun megyei labdarúgó másodosztályban játszik.
Bács-Kiskun megyei II. osztály déli csoportban elért eredmények:
| Év        | M  | Gy | D | V  | Rg | Kg | P  | Eredmény |
| --------- | -- | -- | - | -- | -- | -- | -- | -------- |
| 2009-2010 | 30 | 16 | 5 | 9  | 59 | 38 | 53 | 5.       |
| 2008-2009 | 32 | 14 | 5 | 13 | 49 | 55 | 47 | 7.       |
| 2007-2008 | 30 | 9  | 6 | 15 | 62 | 71 | 33 | 12.      |
| 2006-2007 | 30 | 15 | 6 | 9  | 56 | 42 | 51 | 7.       |
| 2005-2006 | 30 | ?  | ? | ?  | ?? | ?? | ?? | 2.       |
| 2004-2005 | 30 | ?  | ? | ?  | ?? | ?? | ?? | 1.       |

FELNŐTT CSAPAT:
Bács-Kiskun megyei III. osztály bajnoka (1999–2000),
Bács-Kiskun megye II. osztály (déli) bajnoka (2004–2005),
Bács-Kiskun megye II. osztály (déli) ezüstérmes (2005–2006),
Bács-Kiskun megye II. osztály (déli) bronzérmese (2002-2003),
IFJÚSÁGI CSAPAT:
Bács-Kiskun megye II. osztály (déli) bajnoka (2003-2004, 2005-2006),
Bács-Kiskun megye II. osztály (déli) ezüstérmes (2004-2005),
Tamás Arnold emléktorna győztese (2004)
SERDÜLŐ CSAPAT:
Bács-Kiskun megyei III. osztály 16. hely (1998-1999)